# Onaga, Kansas
Onaga är en ort i Pottawatomie County i delstaten Kansas, USA.